# Isocladus integra
Isocladus integra är en kräftdjursart som först beskrevs av Heller 1868.  Isocladus integra ingår i släktet Isocladus och familjen klotkräftor. Inga underarter finns listade i Catalogue of Life.